# 財産税
財産税（ざいさんぜい）は、財産の所有という事実に担税力を認めて課せられる租税。所有する財産の全てを課税対象とする一般財産税と、特定の財産を課税対象とする個別財産税に分類される。

## 日本の財産税

### 一般財産税
個人または法人の所有する財産の全てを課税対象とする税。
- 財産税（臨時税）
- 富裕税（廃止）

現行法では相続税と贈与税を実質的な財産税とすることで法体系を補完している。
- 相続税
- 贈与税

### 個別財産税
個人または法人の所有する特定の財産を課税対象とする税。
- 固定資産税
- 都市計画税
- 自動車税
- 軽自動車税
- 地価税